# إلتاسدوم
إلتاسدوم الكيشي هو الملك السومري الواحد و العشرين لسلالة كيش الأولى حكم في فترة 2900 ق م حسب قائمة الملوك السومريين جاء بعد إلكو وجاء بعده إين مي باراكي سي.